# Kabaty (stanice metra ve Varšavě)
Kabaty je výchozí stanice varšavského metra na lince M1, která se nachází na křižovatce ulic Komisji Edukacji Narodowej a Wąwozowa. Kód této stanice je A-1.

## Charakter stanice
Kabaty leží na jižním konci jediné provozované linky metra, v jižním cípu Varšavy ve čtvrti Ursynów v rezidenční čtvrti Kabáty . Je to mělce založená jednopodlažní stanice s 10m širokým a 120 m dlouhým ostrovním nástupištěm bez sloupů se dvěma výstupy. Ty vedou do podzemních vestibulů a z nich na povrch. Ve stanici jsou malé obchody, bankomat, toalety a také defibrilátor. Stanice má bílou a šedomodrou výmalbu.
Osvětlení je umístěno v rampách nad kolejištěm. Stanice je vybudována tak, že v případě potřeby sloužila jako úkryt pro civilní obyvatelstvo. Pro tento účel jsou mimo jiné instalovány silné ocelové dveře u každého vchodu do stanice.
Slouží jako definitivní konečná (neplánuje se další rozšíření jižním směrem), nedaleko za ní jižním směrem se nachází jediné varšavské depo.
V roce 2014 byl představen koncept zastřešení vstupů do metra. K realizaci plánu nedošlo.

### Data
- Nádraží navrhl tým architektů pod vedením architektky Jasny Strzalkowské-Ryszky
- Datum otevření: 7. duben 1995
- Plocha:14 250 m²
- Prostorový objem: 59 600 m³
- Za stanici jsou 4 koleje, z nich tři směřují do depa (STP Kabaty). První kolej je odstavná, druhá je pro výjezd do depa, třetí a čtvrtá kolej vedou k první lince metra.

### Literarura
- SCHWANDL, Robert. Tram Atlas Polen, Poland. 1. vyd. Berlin: [s.n.], 2017. 144 s. ISBN 978-3-936573-50-3.